# Slag bij Montiel (1143)
De Slag bij Montiel werd op 1 maart 1143 uitgevochten tussen gouverneur Muño Alfonso en een leger van ridders uit Ávila, Segovia en Toledo aan de ene kant en een strijdmacht van Almoraviden aan de andere kant. De christenen werden vergezeld door priesters. Het was een beslissende overwinning voor Muño Alfonso.
Begin 1143 vertrok Muño Alfonso met een zorgvuldig uitgekozen troep van 900 ridders en 1.000 infanteristen van de plaatselijke milities om het gebied rond Córdoba te overvallen. Bij zijn terugkeer door de Muradalpas zag hij een achtervolgend Almoravidisch leger, eveneens bestaande uit cavalerie en infanterie. Net voorbij het kasteel van Calatrava op de weg naar Toledo, bij Montiel in La Mancha, draaide Muño Alfonso zich om naar de moslims. De Anales toledanos primeros lokaliseren de strijd op de rio que dicen Adoro (rivier genaamd Adoro), die ofwel de Azuer bij Montiel of de Algodor bij Mora kan zijn.
De emirs van Sevilla en Granada werden beiden gedood, evenals verschillende andere Almoravidische commandanten. Er werd een grote buit buitgemaakt, waaronder goud, zilver, kostbare kledingstukken, vee, wapens en gevangenen. Na de slag keerde het zegevierende leger terug naar Toledo, terwijl de infanterie de buit droeg. De hoofden van de twee emirs en de andere commandanten werden op speren gespietst en als trofeeën door de stad gemarcheerd. Muño Alfonso beval ze vervolgens aan de torens te hangen, maar keizerin Berenguela liet ze neerhalen en aan enkele joodse en islamitische artsen geven om te worden gezalfd met mirre en aloë en naar Córdoba te sturen, naar hun weduwen.